# Andrea Piras
Andrea Piras, né le 5 février 2002 à Desio, est un coureur cycliste italien. Il est membre de l'équipe Toscana Factory Vini Fantini.

## Biographie
Andrea Piras est né en février 2002 à Desio, en Lombardie. Il grandit toutefois dans la localité de Cavenago di Brianza, où ses parents dirigent une boutique de crèmes glacées. Très rapidement intéressé par le cyclisme, il commence à pratiquer ce sport vers l'âge de sept ans,. 
Dans les catégories de jeunes, il se fait remarquer en obtenant une vingtaine de victoires entre 2015 et 2018. Il s'impose également à deux reprises en 2019. La même année, il se distingue au niveau international en finissant troisième et meilleur jeune du Giro della Lunigiana,. Grâce à ses bons résultats, il est sélectionné en équipe nationale pour participer aux championnats du monde juniors. 
En août 2020, il représente son pays aux championnats d'Europe juniors, organisés à Plouay. Il rejoint ensuite l'équipe continentale Beltrami TSA-Tre Colli en 2021 pour ses débuts espoirs. Avec cette formation, il se classe notamment quatorzième du Tour de Szeklerland en 2022, tout en étant rentré dans le top dix de deux étapes. Il termine aussi meilleur grimpeur du Grand Prix cycliste de Gemenc.
En 2024, il redescend au niveau amateur en intégrant le club Namedsport-MI Impianti. Sous ses nouvelles couleurs, il décroche une victoire et diverses places d'honneur dans des courses nationales ou régionales. Après ses performances, il passe professionnel en 2025 au sein de la structure Toscana Factory Vini Fantini. Ses nouveaux dirigeants le décrivent comme un puncheur.

## Palmarès
- 2019
  - 3e du Giro della Lunigiana
- 2024
  - Trofeo Castello d'Albola